# Cactoblastis cactorum
Cactoblastis cactorum je nočni metulj iz družine vešč (Pyralidae), ki v naravi zajeda kaktuse, predvsem opuncije. Izhaja iz Južne Amerike, vendar se je na tak ali drugačen način razširil po območjih, kjer rastejo opuncije. Preplah med znanstveniki je povzročilo odkritje tega škodljivca na Floridi, kjer raste nekaj ogroženih vrst opuncij, obstaja pa tudi nevarnost širjenja tega škodljivca v notranjost Severne Amerike. 

## Opis
Odrasla žival je sivkast molj z razponom kril od 22 do 35 mm. Predkrilca so sivkasto rjava, na robu svetlejša. Na krilcih ima prečne črnikaste proge. Podkrilca so bela s sivimi progami. Gosenica je 25 do 30 mm dolga, svetlo rdeča z velikimi črnimi pikami, ki tvorijo kolobarje.
Na Floridi so na opuncijah našli več vrst ličink: Cactioblastis cactorum (Berg), Melitara prodenialis (Walker), Rumatha glaucatella (Hulst), Ozamia lucidalis (Walker) in Laetilia coccidivora (Comstock). Cactoblastis se od ostali loči po tipični barvi in po tem, da se hrani v tkivu. Ozamia lucidalis (Walker) se hrani le s popki in plodovi, Laetilia coccidivora (Comstock) pa se najde le v mrtvem tkivu, pogosto pa se hrani tudi s košenilkami.

## Življenjski krog
Samica zaleže jajčeca v verigo, ki posnema bodice. Prvo jajčece odloži na konec bodice, ostale (poprečno 75 jajčec) pa eno na drugo v zaporedje, ki na ta način oblikuje paličico. Po razvitju se gosenice odplazijo na površino kaktusa in se nekaj centimetrov proč zavrtajo v tkivo. Hranijo se v notranjosti rastline, se hitro premikajo iz veje na vejo in v kratkem času uničijo precej tkiva.
Polno razvita gosenica običajno zapusti rastlino in oblikuje bel kokon na listnih steblih, v lubju dreves ali v podobnih skrivališčih. Bube se oblikujejo v tkivu rastline. Razvit molj lahko potem ponovi življenjski ciklus. V krajih z dolgo sezono lahko nastaneta dve generaciji letno, v hladnejših le ena.
Cactoblastis cactorum je razširjen v srednjem delu Južne Aamerike (Argentina, Čile, Paragvaj...) in se hrani tudi s cvetovi in plodovi drugih vrst kaktusov. Kljub temu, da je bil z uvoženimi kaktusi zagotovo že prenešen v Evropo, se v rastlinjakih ni razširil.

## Zgodovina
Populacija Cactoblastis cactorum je bila prenešena v Avstralijo leta 1925. Uporabili so jo za zmanjšanje in kontrolo divje razširjenih opuncij, ki so se razrastle po deželi. Samo v Queenslandu so s tem pridobili 16 miljonov akrov kmetijskih površin. Ta uspeh je bil povod za uporabo molja za uničenje opuncij na Havajih, Indiji in po južni Ameriki. Leta 1957 so jo zanesli na Karibske otoke v Nevis za zožanje rastišč Opuntia currasavica in drugih vrst naravnih opuncij. Učinek je bil tako hiter, da so jajca, larve ali pa okužene dele rastlin leta 1962 poslali še v Monserrat in Antigvo, leta 1970 pa še na Kajmanje otoke. Leta 1963 se je naravno razširila iz Malih Antilov v Portoriko. Zdaj je razširjena tudi na Haitiju, Dominikanski republiki in na Bahamih.
V oktobru 1989 so odkrili Cactoblastis cactorum tudi na Floridi. Njeno območje postaja zdaj tudi obala Atlantskega oceana in Mehiški zaliv. Gosenice so sicer leta 2000 našli v okuženih rastlinah v vrtnariji Wal-Mart v Pensacoli, vendar odkritja populacij na območju St. Marka kažejo na naravno razširjanje molja. Sicer zaenkrat ni evidentirano razširjanje molja v notranjost, vendar se biologi bojijo tega, saj že na Floridi raste nekaj ogroženih vrst opuncij, Opuntia spinosissima (Martyn) Mill. in Opuntia tricantha (Willdenow) Sweet. Zajedavec ogroža tudi druge naravne vrste opuncij, Opuntia cubensis Britton & Rose, Opuntia stricta Haw. in Opuntia humifusa (Raf.) Rafinesque.
Zdaj obstaja možnost, da se Cactoblastis cactorum razširi preko Teksasa v Mehiko, predvsem s plodovi opuncij, ki jih uporabljajo v prehrani in z rastlinami, ki jih v sušnih obdobjih uporabljajo za prehrano goveda.

## Nadzor škodljivca
Zaradi nevarnosti razširitve potekajo raziskave, s katerimi bi našli načine za omejitev tega škodljivca. Kemijsko uničevanje zaradi razprostranjenosti škodljivca in zaradi nevarnosti, da uničijo tudi ogrožene in koristne vrste žuželk, ne pride v poštev. Raziskave potekajo bolj na področju biološkega nadzora, s plenilci. Nakazana je možnost uporabe parazita Brachymeria sp. na bubah, vendar opazovanja ne kažejo najboljših rezultatov. Večje možnosti so z uporabo naravnih plenilcev, ki so avtohtoni v Južni Ameriki. V poštev pridejo Apanteles alexanderi Brethes (Braconidae), Phyticiplex doddi (Cushman) in Phyticiplex eremnus (Porter) (Ichneumonidae), Brachymeria cactoblastidis Blanchard (Chalcididae) in Epicoronimyia mundelli (Blanchard) (Tachinidae). Vsekakor se mora pred uporabo in razširjanjem teh organizmov preveriti vpliv na okolje in posledice uporabe.

### Nevarnost razširitve v Evropi
Čeprav je bil Cactoblastis cactorum pogosto prenešen z rastlinami v Evropo, se zaradi hladnejšega podnebja ni razširil. Prav tako ni znana nobena okužba v rastlinjakih, tako v gojilnicah kot v botaničnih vrtovih, zato na evropskih tleh razširjanje tega škodljivca ni možno.